# Puʻu ʻŌʻō
Puʻu ʻŌʻō (a menudo escrito Puu Ōō o Puu Oo, pronunciado como "pu u o o", AFI: [puʔu ʔoːʔoː]) es un cono de escoria/salpicadura en el este de la zona de fisuras volcánicas del volcán Kīlauea de las islas de Hawái. Puʻu ʻŌʻō lleva  en erupción desde el 3 de enero de 1983, habiendo creado la zona de erupciones más longeva de los 2 últimos siglos. Desde 1983 hasta 1998, la lava del Puu Ōō cubrió más de 97 km².
Aunque a menudo es conocido como "la montaña del pájaro ʻŌʻō", en hawaiano, hay una explicación diferente para el nombre en esta lengua: 
La palabra Ōō también significa palo para cavar porque en las leyendas hawaianas la deidad de los volcanes Pele utilizó su varita mágica pāoa para crear los volcanes. Este parece el origen real del nombre.
Así en 1998, la erupción se había llevado por delante 181 casas, así como una iglesia, una tienda, el Centro de Visitantes de Waha y muchos lugares de los antiguos hawaianos. La carretera de la costa había sido cerrada en 1987, y la lava cubría 13 km  y un ancho de 25 m. La erupción añadió 2,2 km² de tierra a la isla de Hawái.

## La erupción de Puu Ōō-Kūpaianahā
La erupción del Puu Ōō comenzó en el suelo de un bos selva al este de la falla. En junio la erupción comenzó cuando las fisuras rompieron el suelo. La actividad se fortaleció y localizó en el cono del volcán. En los siguientes 3 años 44 episodios con fuentes de lava hicieron que hubiera que interrumpir el tráfico en algunos puntos del este de Hawái. La caída de ceniza y residuos volcánicos de las fuentes de lava hizo que se creara un cono de 255m.
En julio de 1986 el conducto que alimentaba de magma el Puu Ōō se rompió y la erupción cambió bruscamente hacia 3 km al sur para formar el cono de Kūpaianahā, llegando un nuevo tipo de erupción con ello: una erpcuón continua y silenciosa sustituyó las "fuentes". 
En noviembre de 1986, la lava del Kūpaianahā llegó al océano y al sureste, inundando la comunidad de Kapaahu en su camino. En los 5 años siguientes, la mayoría de la lava fue directamente al mar a través de un tubo de lava.
En 1990, la erupción entró en su fase más destructiva cuando los flujos giraron más al este y destruyeron los pueblos de Kalapana y Kaimu. La bahía de Kaimū y la playa de arena negra de Kalapana fueron cubiertas completamente de lava. Más de 100 casas fueron destruidas por el flujo constante de lava durante un periodo de 9 meses. 
Nuevas tuberías de lava surgieron de Kalapana en 1991 y de nuevo esta salió al mar. El volumen de lava expulsada frenó constantemente durante 1991 y en 1992 incluso se frenó.
La erupción volvió al Puu Ōō: en el oeste y suroeste se crearon nuevos cráteres. Pronto las tuberías de lava comenzaron a alimentar los cráteres, especialmente en el agua. Salvo en 1997 cuando hubo una pausa de 2 meses que concluyó con una erupción en el cráter Napau (al sudoeste de Puu Ōō), la lava ha seguido fluyendo.

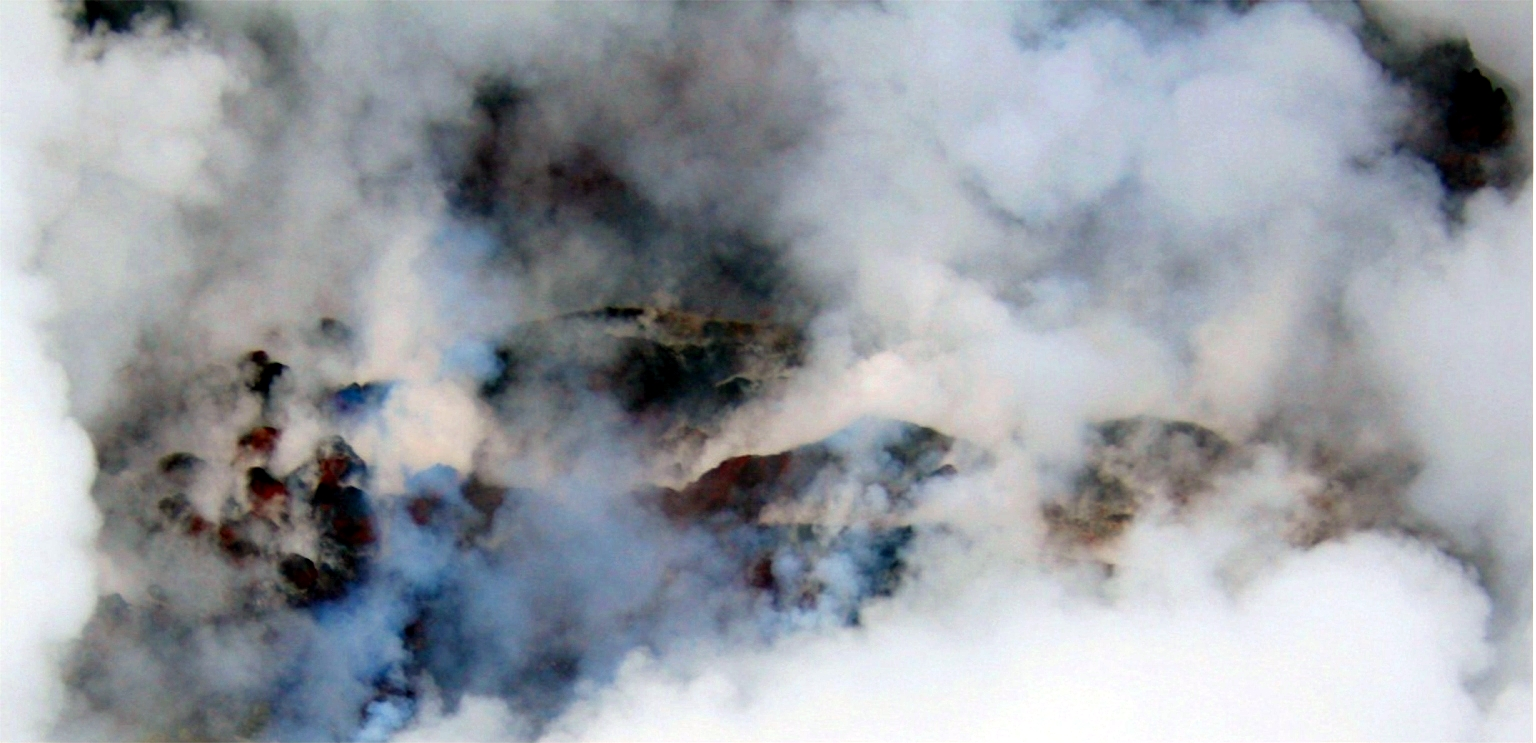
Vista aérea del Puu Ōō, 10 de septiembre de 2007.

La tarde del 29 de enero de 1997, una serie de terremotos sacudieron el este de la zona Kilauea. La lava comenzó a escapar en otros puntos supliendo la erupción presente. La reserva de lava del Puu Ōō se "drenó" y los residentes en los 15 km más cercanos al mismo escucharon un rugido tras el cual, el cono cayó 150 m y su pared oeste se colapsó. Unas horas más tarde el magma encontró una nueva fuente por la que brotar: el cráter Napau.
En 2007 tras una serie de terremotos, la actividad en el Puu Ōō amainó y el fondo del cráter se colapsó. A finales de agosto no había incandescencia visible.

## Actividad reciente
Poco después de la erupción de Puu Ōō-Kūpaianahā, la lava comenzó a emerger de una serie de grietas en la zona de ruptura del noreste y se extendió lentamente hacia el este y hacia el sur como un flujo encaramado, con lentos avances de 'a'ā. El flujo se extendió principalmente en los flujos de 1983-1986, con incursiones menores en bosques contiguos.
El 5 de marzo de 2011, el piso del cráter Pu ' u ' Ō ' ō se desinfló y luego colapsó. Dos horas después, se produjo una nueva erupción en la zona del medio oriente de Kilauea, entre Pu ' u ' Ō ' ō y el cráter Napau. [2] Se informó que las fuentes de lava tenían 65 pies (20 m) de altura. [ citación necesitada ]
El 26 de marzo de 2011, la lava comenzó a rellenar el suelo del cráter siendo visible en la cámara web USGS HVO. El USGS declara que la acumulación de lava ha puesto el suelo del cráter a unos 39 m por debajo del borde oriental del cráter a partir del 1 de junio.
El 21 de septiembre de 2011, la lava en el lago de lava oeste en el cráter Pu'u'Ō'ō  alimentó una serie de flujos de lava que viajaron por el flanco oeste de Pu'u'Ō'ō durante el 20 y 21 de septiembre. Alrededor del 21 de septiembre, la actividad en el cráter y los desbordamientos hacia el oeste disminuyeron repentinamente, a medida que la lava atravesaba el flanco este superior de Pu'u'Ō'ō, evitando el cráter. La nueva fisura estaban alimentados con un flujo de lava que avanzó rápidamente hacia abajo 2.5 km sureste. Un segundo flujo hacia el oeste del primero comenzó al día siguiente. Además, una pequeña almohadilla de lava llenó de nuevo activamente el fondo del lago drenado de lava del este y los pequeños flujos apenas estaban activos en el borde oeste del cráter Pu'u'Ō'ō. El flujo de lava canalizado ' a ' llegó a 3.7 km de largo el 23 de septiembre y luego se estancó dentro de la Reserva del Área Natural Kahauale'a. La mayor parte de la lava activa se extendió al sur y al oeste de Pu'u Halulu (1.3 km o al noreste de Pu'u'Ō'ō) del 23 al 27 de septiembre. La actividad de lava menor se reanudó dentro del cráter Pu'u 'O'o con flujos de lava cortos que salen de la base del muro este el 25 de septiembre y desde la base del muro oeste durante el 25-26 de septiembre. El piso del cráter de Pu'u 'Ō'ō disminuyó lentamente. La actividad de lava se reanudó en el lago este el 26 de septiembre. El piso del cráter continuó disminuyendo durante el 26-27 de septiembre, abriendo grietas en el piso del cráter norte.
La actividad de 2011 finalmente destruyó todas las viviendas restantes en la Subdivisión de Royal Gardens. Jack Thompson evacuó su casa el 2 de marzo de 2012. Su evacuación y regreso a la propiedad fue documentada por Leigh Hilbert.

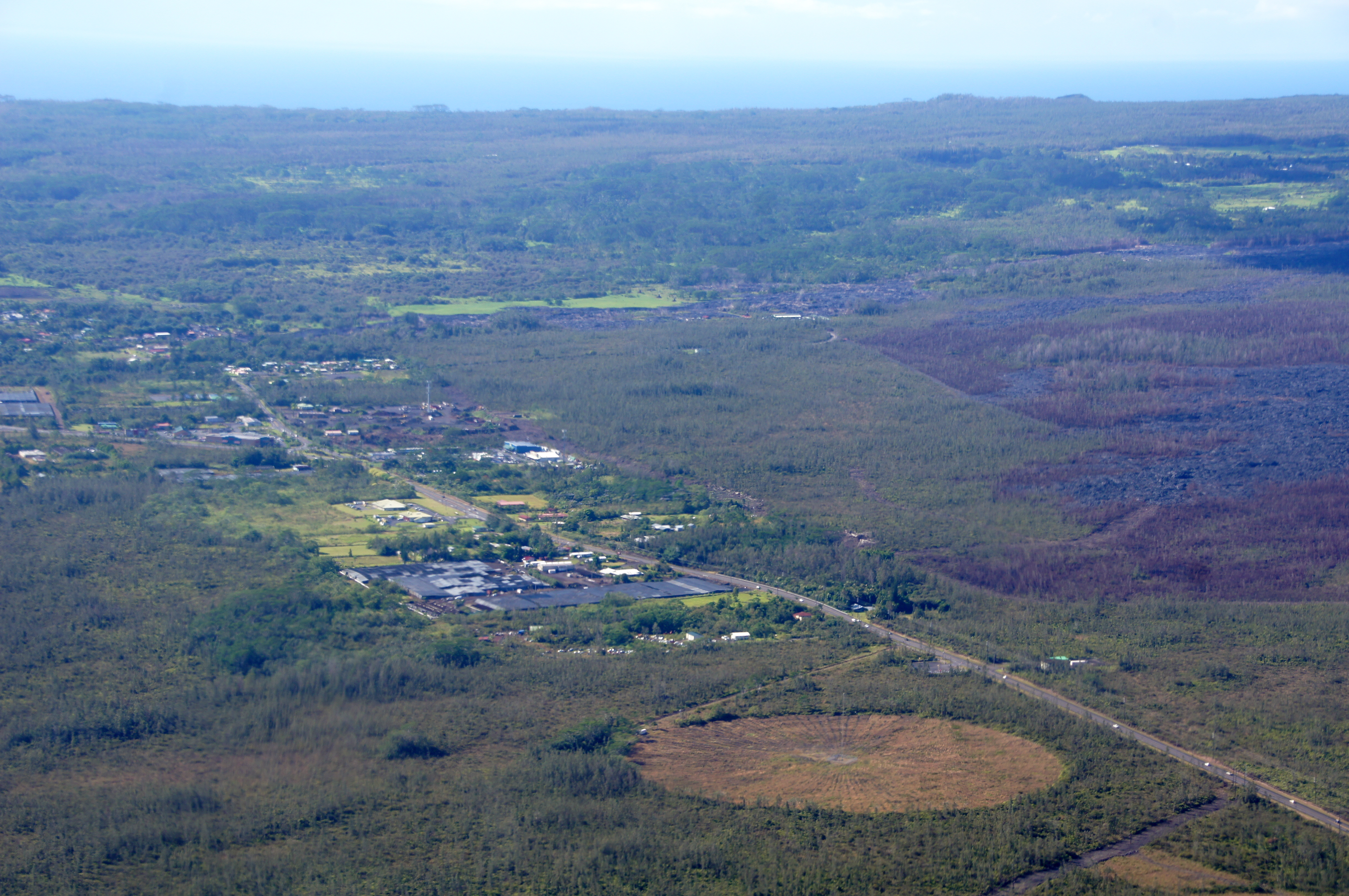
Marzo de 2015. Mirando hacia el sur, hacia la ciudad de Pāhoa, y hacia el sudoeste, hacia el flujo de lava desde Pu'u 'O'o, delineado por la vegetación quemada

El 27 de junio de 2014, los nuevos respiraderos abiertos en el flanco noreste de la Pu'U'Ò'S Cone que alimenta una estrecha corriente de lava hacia el este-noreste. El 18 de agosto, el flujo entró en una grieta en el suelo, viajó bajo tierra durante varios días, luego resurgió para formar una pequeña plataforma de lava. La secuencia se repitió dos veces más durante los días siguientes con la lava entrando en otras grietas y reapareciendo más abajo. De esta forma, el flujo había avanzado aproximadamente 13.2 km desde el respiradero, o dentro de 1.3 km del límite oriental de la Reserva Forestal Wao Kele o Puna , por la tarde del 3 de septiembre. Avanzando hacia el noreste a velocidades intermitentes, el flujo había entrado en la aldea de Pāhoa y estaba a 25 metros del centro de reciclaje de desechos el 31 de octubre.

En 2015 se puede ver humo aumentando a lo largo del flujo de lava de 2014 desde posiciones aéreas a lo largo de la Zona de Rift Este. También se pudieron ver manchas de lava calientes a lo largo del flujo que indicaban que la lava estaba presente en los tubos de lava debajo de la superficie. El estado actual del respiradero Pu'u 'O'o se puede verificar en el sitio web del Observatorio de Volcanes de Hawái .

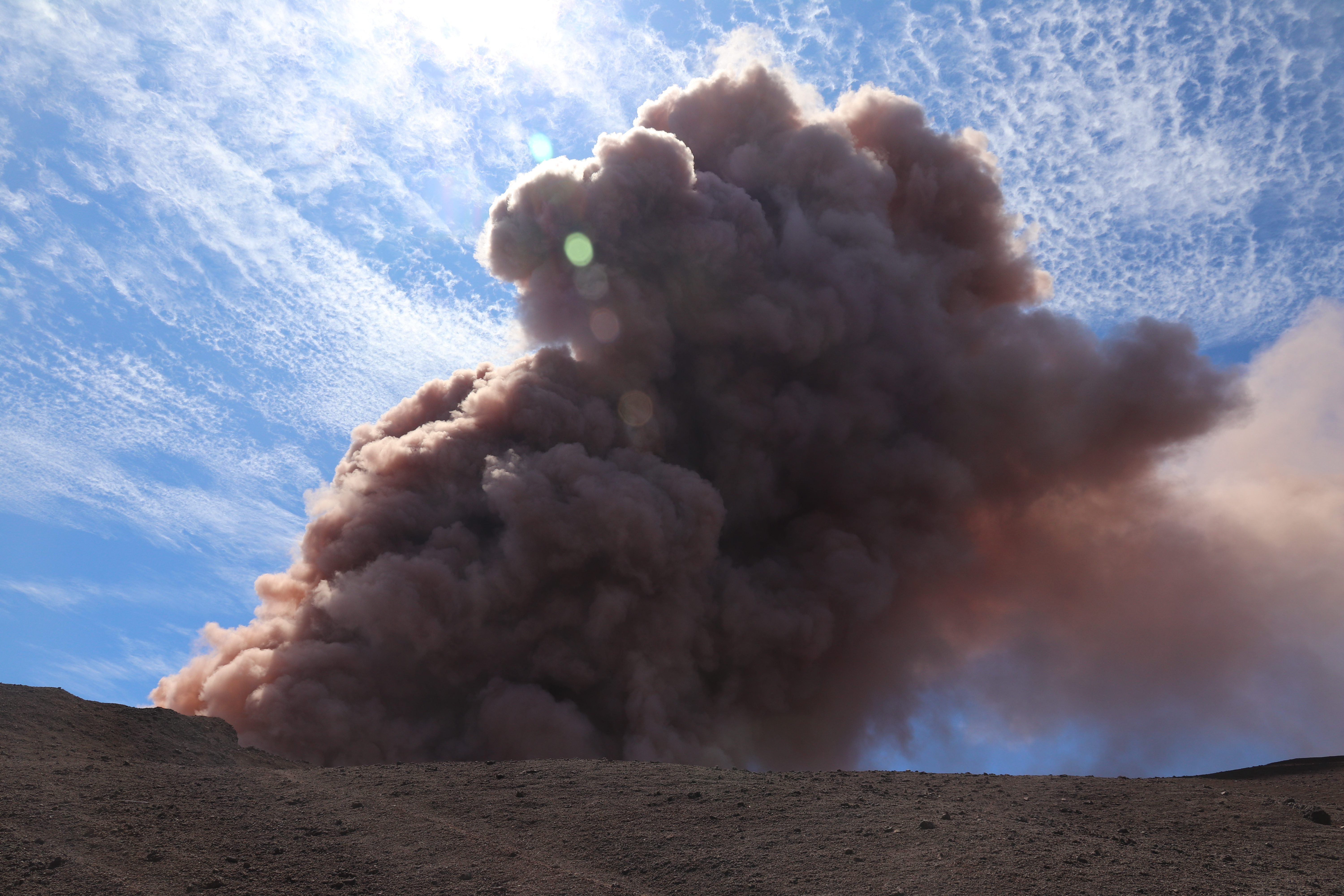
Colapso en el cráter de Pu'u 'Ō'ō, creando una pluma de ceniza (3 de mayo de 2018)

El 30 de abril, el suelo del cráter Pu'u 'Ō'ō colapsó, cuando la lava se escurrió y fluyó bajo tierra aproximadamente a 10 millas de profundidad. Se pidió a los residentes en el área de Puna, ubicados en la costa sureste de la isla, que evacuen. El 3 de mayo de 2018, el Centro de Alerta de Tsunamis del Pacífico informó de un terremoto de magnitud 4,6 en el flanco sur del volcán. El USGS informó que hubo casi 70 terremotos de magnitud 2.5 o más fuertes desde el martes 1 de mayo hasta el miércoles 2 de mayo.